# Noria de Dolores
Noria de Dolores är en ort i Mexiko.   Den ligger i kommunen Cedral och delstaten San Luis Potosí, i den centrala delen av landet, 500 km norr om huvudstaden Mexico City. Noria de Dolores ligger 1 715 meter över havet och antalet invånare är 325.
Terrängen runt Noria de Dolores är platt söderut, men norrut är den kuperad. Runt Noria de Dolores är det glesbefolkat, med 12 invånare per kvadratkilometer. Närmaste större samhälle är Vanegas, 19,7 km väster om Noria de Dolores. Omgivningarna runt Noria de Dolores är i huvudsak ett öppet busklandskap.